# Adolfo Merelles Caula
Adolfo Merelles Caula (Orense, 2 de junio de 1843-Madrid, 20 de febrero de 1911) fue un político español.

## Biografía
Nacido en Orense el 2 de junio de 1843, fue diputado por Orense en las Cortes Constituyentes de 1869. En las elecciones de 1871 y abril de 1872 fue elegido por el distrito de Ribadavia. Repetiría por Ribadavia en diversas ocasiones en las Cortes de la Restauración borbónica. Fue senador por la provincia de Canarias en la legislatura 1891-1893 y por la provincia de Orense en la legislatura de 1896-1898. Durante los diversos gobiernos liberales desempeñó los cargos de director general de obras Públicas y de Administración y Fomento, subsecretario de la Gobernación (1886-1887) y de Ultramar (1894) y director general de Penales.
Falleció en su domicilio de la madrileña calle de Cervantes a las ocho y veinte de la noche del 20 de febrero de 1911. Recibió sepultura en la Sacramental de San Lorenzo. Fue padre del político del mismo nombre, que también fue diputado por Ribadavia.